# سیارک ۱۸۸۲
سیارک ۱۸۸۲ (به انگلیسی: 1882 Rauma، نامگذاری:1941UJ) هزار و هشتصد و هشتاد و دومین سیارک کشف شده‌است که در ۱۵ اکتبر ۱۹۴۱ کشف شد.
قدر مطلق سیارک برابر ۱۱٫۱۰ است.